# Mario Dávila Delgado
Mario Alberto Dávila Delgado (Ciudad Frontera, Coahuila; 26 de diciembre de 1959). Es un político mexicano, miembro del Partido Acción Nacional. Ha sido Diputado local y Federal, Presidente Municipal de Frontera y de Monclova Coahuila.

## Trayectoria
Mario Alberto Dávila Delgado tiene una especialidad en Pediatra y una Licenciatura de Médico Cirujano y Partero, ambos en la Universidad Autónoma de Nuevo León.
Ha sido electo presidente municipal de Frontera, Coahuila de 2003 a 2005. También donde fue coordinador de la bancada panista. Fue diputado federal desde el 2012 hasta 2015 en la LXII Legislatura del Congreso de la Unión de México en la cual presidió la Comisión de Salud.
Actualmente funge el cargo de Presidente Municipal de Monclova Coahuila para el periodo 2022-2024.

## Alcalde de Monclova  (2022-2024)
En su gestión como Alcalde de Monclova se ha destacado por su enfoque en la eficiencia administrativa, obra pública y el bienestar comunitario. 
Uno de los mayores desafíos que enfrentó Dávila fue la crisis económica de Altos Hornos de México (AHMSA) y los efectos de la pandemia. Sin embargo, logró sacar a la ciudad adelante mediante una gestión eficiente, incluyendo la mejora de infraestructura que superó significativamente los rezagos dejados por administraciones anteriores.

### Obra Pública
En obra pública, se contó con una inversión significativa, especialmente en 2024, cuando se destinaron alrededor de 300 millones de pesos para infraestructura. Las obras incluyeron pavimentación y recarpeteo de calles en varias colonias, como Guadalupe y Elsa Hernández. Además, se avanzó en la construcción del Centro de Bienestar Animal, el Centro de Seguridad Pública y el Centro de Gobierno, destinados a mejorar los servicios municipales y reducir costos de arrendamiento de oficinas. 

### Seguridad
En el ámbito de seguridad, su administración se enfocó en reforzar las fuerzas policiacas con la entrega de patrullas y otros equipos, contribuyendo a mejorar la tranquilidad en la ciudad.

### Finanzas Públicas
En términos financieros, la administración de Mario Dávila mantuvo un enfoque en mantener las finanzas del municipio sanas. A pesar de la crisis económica que afectó a Monclova, especialmente debido a los problemas financieros de Altos Hornos de México, el ayuntamiento estará cerrando los tres años de gestión sin deudas, realizando un ajuste en la nómina municipal y optimizando los recursos para obras públicas.

### Medio Ambiente y Sostenibilidad
En cuestiones de Medio Ambiente, se realizaron importantes acciones, aunque el enfoque se centró más en temas de urbanización y desarrollo. Uno de los programas ambientales destacados fue la participación en el "Recolectrón", una iniciativa para el acopio de basura tecnológica, como pilas y aparatos electrónicos en desuso, con el objetivo de darles una adecuada disposición final y evitar daños ambientales. Este programa se ejecutó en coordinación con la Secretaría del Medio Ambiente. A nivel de gestión, Dávila también enfatizó la importancia de mantener un entorno limpio y ordenado en Monclova, mejorando la infraestructura urbana y promoviendo la participación ciudadana para cumplir con estas metas ambientales.